# Pêpê Rapazote

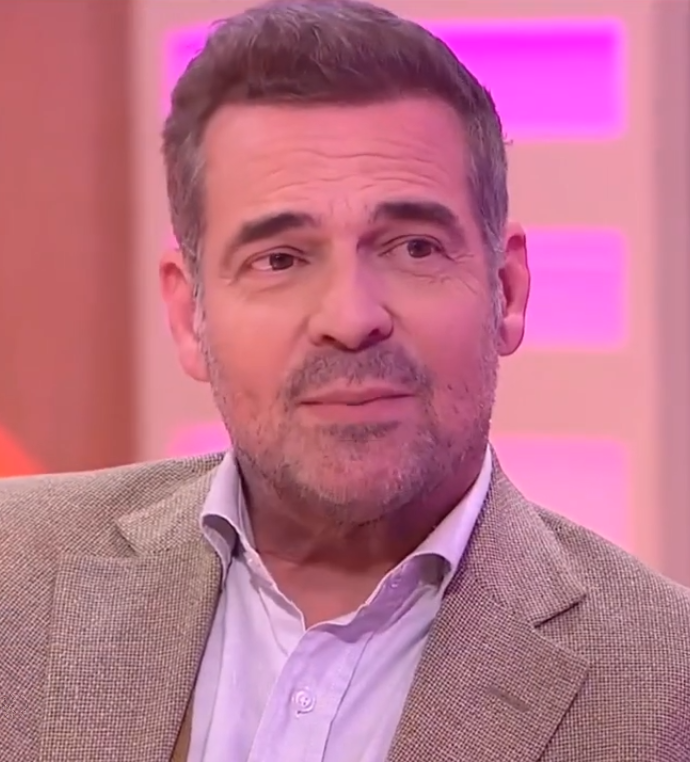
Pepê Rapazote (2023)

Pedro de Matos Fernandes, besser bekannt als Pêpê Rapazote (* 10. September 1970 in Lissabon), ist ein portugiesischer Schauspieler und Synchronsprecher, bekannt aus Fernsehserien und Telenovelas wie Narcos, Shameless, Laços de Sangue, Amici per la Pelle, Frozen Memories und Pai à Força. Nachdem er einige Jahre als Architekt gearbeitet hatte, beschloss er, dass die Schauspielerei sein „neues Handwerk“ werden sollte. Er spricht fünf Sprachen (Portugiesisch, Spanisch, Englisch, Französisch und Italienisch) und teilt seine Zeit zwischen Europa, Lateinamerika und den USA auf.

## Biografie
Rapazote verbrachte seine Kindheit in Venezuela und studierte später am Colégio Moderno und schloss sein Architekturstudium an der Fakultät für Architektur der Technischen Universität Lissabon ab, nachdem er über die Sociedade de Instrução Guilherme Cossoul, wo er Laientheater spielte, mit der Schauspielerei begonnen hatte.
Er begann seine Ausbildung unter der Leitung des Regisseurs und Schauspielers José Boavida und wirkte unter vielen anderen in den Stücken A Birra do Morto von Vicente Sanches (1999), O Lixo von Francisco Nicholson (2000) und O Segredo do Teu Corpo von Manuel Halpern (2000) mit, wo er sein professionelles Debüt gab.

## Privates
Pêpê Rapazote ist seit 2003 mit der Schauspielerin Mafalda Vilhena verheiratet. Das Paar hat zwei Töchter.
Er ist der Cousin des derzeitigen (Stand 10/20) Umweltministers João Pedro Matos Fernandes.

## Filme
- 2019 – La pequeña Suiza
- 2018 – Operation Finale
- 2016 – Milhemet 90 Hadakot
- 2015 – Capitão Falcão
- 2013 – Eleven: Twelve (Kurzfilm)
- 2011 – Final (Kurzfilm)
- 2011 – Os Conselhos da Minha Vida
- 2010 – Tea Time (Kurzfilm)
- 2010 – Não há Rosa sem Espinhos (Kurzfilm)
- 2009 – O Poço (Kurzfilm)
- 2009 – Second Life
- 2005 – Anita na Praia (Kurzfilm)
- 2005 – Fin de Curso
- 2003 – Trilogia do Desencontro (Kurzfilm)
- 2002 – Amicci per la Pelle
- 2001 – Les Filles à Papa
- 2001 – Cavaleiros de Água Doce
- 2000 – O Lampião da Estrela
- 2000 – O Aniversário

## TV-Serien und Telenovelas
| Jahr      | Titel                          | Land / Region             | TV-Sender      |
| --------- | ------------------------------ | ------------------------- | -------------- |
| 2000      | Super Pai                      | Portugal                  | TVI            |
| 2001      | O Bairro da Fonte              | Portugal                  | SIC            |
| 2001      | Ajuste de Contas               | Portugal                  | RTP1           |
| 2001      | Ganância                       | Portugal                  | SIC            |
| 2002      | Um Estranho em Casa            | Portugal                  | RTP1           |
| 2002      | Sonhos Traídos                 | Portugal                  | TVI            |
| 2003      | Coração Malandro               | Portugal                  | TVI            |
| 2004      | Baía das Mulheres              | Portugal                  | TVI            |
| 2004–2005 | Os Malucos do Riso             | Portugal                  | SIC            |
| 2004–2005 | Maré Alta                      | Portugal                  | SIC            |
| 2004–2005 | Inspector Max                  | Portugal                  | TVI            |
| 2005      | Ruas Vivas                     | Portugal                  | RTP1           |
| 2005      | Os Malucos nas Arábias         | Portugal                  | SIC            |
| 2005      | Malucos na Praia               | Portugal                  | SIC            |
| 2005      | Clube das Chaves               | Portugal                  | TVI            |
| 2005      | Malucos e Filhos               | Portugal                  | SIC            |
| 2005      | O Quadrado das Bermudas        | Portugal                  | RTP1           |
| 2005–2006 | Camilo em Sarilhos             | Portugal                  | SIC            |
| 2006      | Os Serranos                    | Portugal                  | TVI            |
| 2006      | Uma Família Normal             | Portugal                  | TVI            |
| 2006      | 7 Vidas                        | Portugal                  | SIC            |
| 2006      | Aqui Não Há Quem Viva          | Portugal                  | SIC            |
| 2006–2007 | Jura                           | Portugal                  | SIC            |
| 2007      | Floribella                     | Portugal                  | SIC            |
| 2008      | O Dia do Regicídio             | Portugal                  | RTP1           |
| 2008      | Malucos no Hospital            | Portugal                  | SIC            |
| 2008      | Ainda Bem que Apareceste       | Portugal                  | RTP1           |
| 2008–2009 | Vila Faia                      | Portugal                  | RTP1           |
| 2009      | Novos Malucos do Riso          | Portugal                  | SIC            |
| 2009–2010 | Perfeito Coração               | Portugal                  | SIC            |
| 2010      | Cidade Despida                 | Portugal                  | RTP1           |
| 2010      | Lua Vermelha                   | Portugal                  | SIC            |
| 2010–2011 | Laços de Sangue                | Portugal                  | SIC            |
| 2011      | Conta-me Como Foi              | Portugal                  | RTP1           |
| 2011      | O Último Tesouro               | Portugal                  | RTP1           |
| 2011      | Liberdade 21                   | Portugal                  | RTP1           |
| 2012      | A Princesa                     | Portugal                  | RTP1           |
| 2012      | Velhos Amigos                  | Portugal                  | RTP1           |
| 2009–2012 | Pai à Força                    | Portugal                  | RTP1           |
| 2012      | Maternidade                    | Portugal                  | RTP1           |
| 2012–2013 | Dancin' Days                   | Portugal                  | SIC            |
| 2013      | Shameless                      | Vereinigte Staaten        | Showtime       |
| 2015      | Águila Roja                    | Spanien                   | La 1           |
| 2013–2016 | Bem-Vindos a Beirais           | Portugal                  | RTP1           |
| 2015–2016 | A Única Mulher                 | Portugal                  | TVI            |
| 2016–2017 | Rainha das Flores              | Portugal                  | SIC            |
| 2017      | Narcos                         | Vereinigte Staaten        | Netflix        |
| 2018      | Narcos: Mexico                 | Vereinigte Staaten Mexiko | Netflix        |
| 2019      | Alternativo with Arturo Castro | Vereinigte Staaten        | Comedy Central |
| 2019      | Queen of the South             | Vereinigte Staaten        | USA Network    |
| 2019–2020 | Na Corda Bamba                 | Portugal                  | TVI            |
| 2022–2024 | Operation Marea Negra          | Portugal Spanien          | Prime Video    |

## Synchronisierung
Europäisches Portugiesisch:
- 2007 – Die Simpsons – Der Film – Russ Cargill
- 2008 – The Pirates Who Don’t Do Anything: A VeggieTales Movie – Robert und der König
- 2010 – Heavy Rain – Carter Blake
- 2010 – Megamind – Megamind
- 2011 – Die Abenteuer von Tim und Struppi – Sakharine
- 2011 – Der gestiefelte Kater (2011) – Jack
- 2012 – ParaNorman – Perry
- 2015 – Home – Ein smektakulärer Trip – Captain Smek
- 2018 – Der Grinch – Der Erzähler
- 2019 – Death Stranding – Sam Porter Bridges